# Могош (комуна)
Могош (рум. Mogoș) — комуна у повіті Алба в Румунії. До складу комуни входять такі села (дані про населення за 2002 рік):
- Бербешть (37 осіб)
- Бирзогань (41 особа)
- Бирлешть (130 осіб)
- Бирлешть-Кетун (27 осіб)
- Богденешть (17 осіб)
- Бочешть (19 осіб)
- Бутешть (35 осіб)
- Валя-Барній (76 осіб)
- Валя-Бирлуцешть (41 особа)
- Валя-Джоджешть (41 особа)
- Валя-Кочешть (39 осіб)
- Валя-Млачій (78 осіб)
- Валя-Цупілор (52 особи)
- Кожокань (59 осіб)
- Крістешть (67 осіб)
- Мемелігань (49 осіб)
- Могош (109 осіб) — адміністративний центр комуни
- Негрешть (16 осіб)
- Ончешть (30 осіб)
- Поєніле-Могош (132 особи)
- Томешть (19 осіб)

Комуна розташована на відстані 300 км на північний захід від Бухареста, 31 км на північний захід від Алба-Юлії, 60 км на південний захід від Клуж-Напоки.

## Населення
За даними перепису населення 2002 року у комуні проживали 1114 осіб. Усі жителі комуни рідною мовою назвали румунську.
Національний склад населення комуни:
| Національність | Кількість осіб | Відсоток |
| -------------- | -------------- | -------- |
| румуни         | 1112           | 99,8%    |
| угорці         | 1              | 0,1%     |
| цигани         | 1              | 0,1%     |

Склад населення комуни за віросповіданням:
| Релігія        | Кількість осіб | Відсоток |
| -------------- | -------------- | -------- |
| православні    | 1105           | 99,2%    |
| греко-католики | 1              | 0,1%     |
| баптисти       | 1              | 0,1%     |
| адвентисти     | 1              | 0,1%     |
| бретрени       | 1              | 0,1%     |